# Де Баккер, Берт
Берт Де Баккер  (нидерл. Bert De Backer; род. 2 апреля 1984 в Экло, провинция Восточная Фландрия, Бельгия)  бельгийский профессиональный шоссейный велогонщик. 
В 2009-2017 годах выступал за команду «Team Sunweb», с 2013 года являющуюся командой мирового тура. С 2018 года будет выступать за проконтинентальную велокоманду «Vital Concept». 

## Достижения
2002
3-й Омлоп Хет Ниувсблад (юниоры)
2007
1-й Гран-при Гелюве
3-й Гойксе Пейл
6-й Антверпсе Хавенпейл
2008
1-й  Два дня Гаверстрека
1-й Зеллик — Галмарден
1-й Гюллегем Курсе
1-й Мемориал Йона Йонкхере
1-й Этап 1 Тур Намюра
8-й Омлоп ван хет Хаутланд
2010
7-й Схал Селс
7-й Гран-при Исберга
2011
Три дня Де-Панне
1-й  Очковая классификация
2012
10-й Чемпионат Фландрии
2013
1-й Гран-при Ефа Схеренса
2-й Стадспрейс Герардсберген
2014
6-й Натионале Слёйтингспрейс

## Статистика выступлений

### Гранд-туры
| Гонка           | 2013 | 2014 | 2015 | 2016 | 2017 |
| --------------- | ---- | ---- | ---- | ---- | ---- |
| Джиро д'Италия  | 157  | 133  | 158  | НФ   | —    |
| Тур де Франс    | —    | —    | —    | —    | —    |
| Вуэльта Испании | —    | —    | —    | —    | —    |

| —  | Не участвовал  |
| НФ | Не финишировал |